# Бейнит
Бейнит (по имени американского металлурга Э. Бейна, англ. Edgar Bain), игольчатый троостит, структура стали, образующаяся в результате так называемого промежуточного превращения аустенита. Бейнит состоит из смеси частиц пересыщенного углеродом феррита и карбида железа. Образование бейнита сопровождается появлением характерного микрорельефа на полированной поверхности шлифа.
Верхний бейнит — (строение перистое), образуется из переохлажденного аустенита при температурах 500—350 °С. Имеет пониженную пластичность стали в сравнении с перлитной областью распада аустенита. Твёрдость и прочность при этом не изменяются или несколько снижаются.
Нижний бейнит — строение (с игольчатым мартенситоподобное), образуется, в результате распада переохлажденного аустенита при температурах 350—200 °С.
Имеет высокую твердость и прочность при высокой пластичности.

## История
В 1920 году Давенпорт и Бейн обнаружили новый вид микроструктуры стали, который они называют условно мартенсит-троостит, из-за его промежуточного положения между уже известной низкотемпературной мартенситной фазы. Эту микроструктуру позже назвали бейнитом по имени Бейна в честь работника фирмы Steel Corporation.

## Характеристика

Условия для образования разных видов микроструктуры стали в зависимости от температуры.

При 900°С низкоуглеродистая сталь полностью состоит из аустенита, высокотемпературной модификации железа. Ниже 700 °С (727 °С в эвтектическом железе) аустенит термодинамически неустойчив и в условиях равновесия будет проходить эвтектоидная реакция с образованием перлита — перемежающаяся смесь феррита и цементита (Fe3C). Фазовые превращения в стали в значительной степени находятся под влиянием химической кинетики, что приводит к сложной микроструктуре стали, сильно зависящей от скорости охлаждения. Этот факт может быть проиллюстрирован термокинетической диаграммой (диаграммой превращения при непрерывном охлаждении, англ. continuous cooling transformation, CCT). Термокинетическая диаграмма отображает время, необходимое для образования фазы, при охлаждении образца с некоторой скоростью и показывает области той или иной фазы в плоскости «время — температура», исходя из чего для заданного термического цикла могут быть определены фазовые доли.
При медленном охлаждении стали доминирующей микроструктурой будет перлит с некоторой долей доэвтектоидного феррита или цементита, в зависимости от химического состава. Тем не менее, фазовое превращение аустенита в перлит является зависящей от времени восстановительной реакцией, которая требует крупномасштабного движения атомов железа и углерода. Поскольку углерод как атом внедрения легко диффундирует даже при умеренных температурах, самодиффузия атомов железа становится чрезвычайно медленной при температурах ниже 600 °С и, в итоге, прекращается. Как следствие, быстро охлажденная сталь может достигать температуры, при которой перлит уже не может больше формироваться, несмотря на незаконченную реакцию, а оставшийся аустенит термодинамически неустойчив.
Аустенит при быстром охлаждении образует мартенсит без диффузии или железа, или углерода, посредством перехода гранецентрированной кубической кристаллической решетки аустенита в искривленную объемно-центрированную тетрагональную кристаллическую решетку. Эта неравновесная фаза может формироваться только при низких температурах, когда движущая сила реакции достаточна для преодоления значительной деформации решетки, вызванной фазовым превращением. Этот фазовый переход, по существу, не зависит от времени, а фазовая доля зависит только от степени переохлаждения от температуры, определяющей начало мартенситного превращения. Данное фазовое превращение происходит без диффузии атомов внедрения или атомов замещения. Мартенсит наследует состав исходного аустенита.

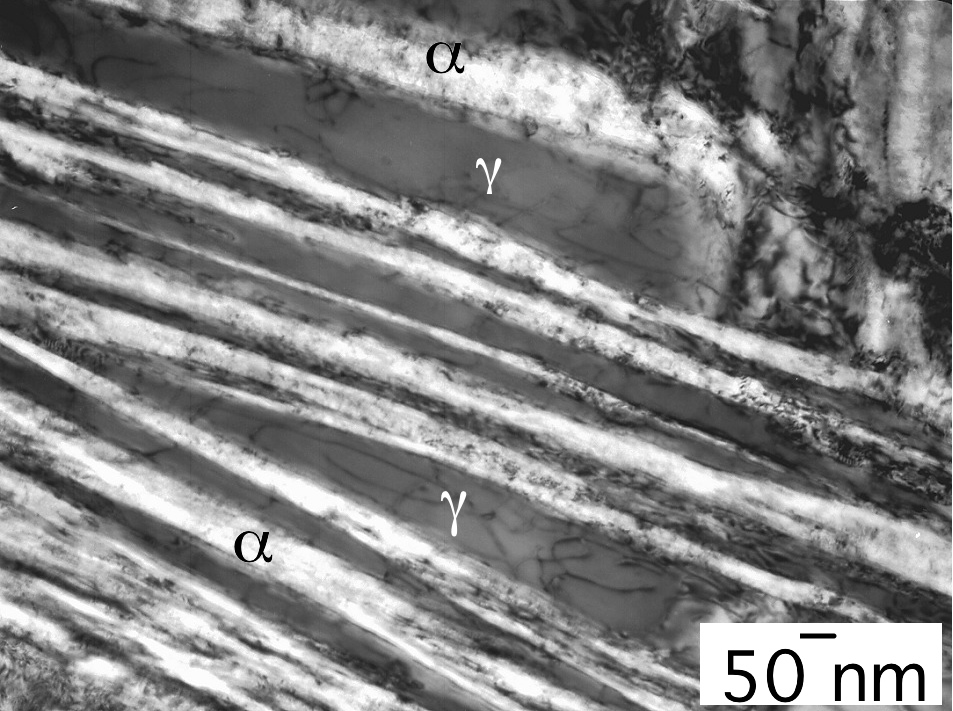
Бейнит в стали состава Fe–0.98C–1.46Si–1.89Mn–0.26Mo–1.26Cr–0.09V масс.%, которая была термообработана при 200 °C в течение 15 дней

Бейнит образуется в режиме охлаждения между двумя вышеописанными процессами, в области температур, где самодиффузия железа ограничена, но движущей силы реакции недостаточно для формирования мартенсита. В отличие от перлита, где феррит и цементит растут вместе, бейнит формируется в результате превращения железа, перенасыщенного углеродом, с последующей диффузией углерода и выделением карбидов. Различают нижний бейнит и верхний бейнит, которые отличаются друг от друга по виду микроструктуры и свойствам. Нижний бейнит образуется при температурах, близких к температуре начала мартенситного превращения (350—200 °С). Верхний или перистый бейнит (верхний перистый троостит) образуется при более высоких температурах, вблизи границы с областью перлитного превращения (500—350 °С). Скорость диффузии углерода при температуре формирования бейнита определяет разницу в микроструктуре и свойствах верхнего и нижнего бейнита.
Существуют разные теории по механизму преобразования бейнита:
- Теория смещения. Формирование бейнита происходит с помощью преобразования сдвига.
- Диффузная теория. Диффузионная теория процесса превращения бейнита основана на явлении диффузии на граничных областях. Этот механизм не может объяснить форму и рельеф поверхности металла.